# Jerome Boyd
Jerome Anthony Boyd Jr. (Los Angeles, 26 maggio 1986) è un ex giocatore di football americano statunitense che ha giocato con gli Oakland Raiders.

## Carriera universitaria
Ha giocato con gli Oregon Ducks squadra rappresentativa dell'università dell'Oregon.
- Nella stagione 2005 ha giocato 11 partite facendo 7 tackle di cui 5 da solo.
- Nella stagione 2006 ha giocato 9 partite facendo 12 tackle di cui 8 da solo ed 0,5 sack.
- Nella stagione 20i07 ha giocato 13 partite facendo 79 tackle di cui 48 da solo, 3 sack, un intercetto per nessuna iarda, 2 deviazioni difensive, un fumble recuperato facendo nessuna arda e un fumble forzato.
- Nella stagione 2008 ha giocato 13 partite facendo 80 tackle di cui 50 da solo, 3 sack, 5 deviazioni difensive, un fumble recuperato facendo nessuna iarda e un fumble forzato.

## Nella NFL

### Con gli Oakland Raiders
Al draft NFL 2009 non è stato selezionato ma poi è stato preso dai rookie non selezionati dai Raiders. Il 6 settembre 2009 viene inserito nella squadra di allenamento, poi il 30 dicembre viene promosso nei 53 giocatori che compongono il roster ufficiale della squadra. Ha debuttato nella NFL il 3 gennaio 2010 contro i Baltimore Ravens indossando la maglia numero 30. È stato impiegato in difesa nella squadra speciale.
Il 4 settembre 2010 dopo aver passato la preseason con i Raiders è stato svincolato. Il 2 marzo 2011 ha rifirmato con i Raiders.
Il 18 ottobre 2011 è stato svincolato per far posto alla nuova safety Chinedum Ndukwe. Il 20 ha firmato con la squadra di allenamento dei Raiders.
Il 10 novembre è stato promosso nei roster ufficiale della squadra.

## Vittorie e premi
Nessuno.

## Statistiche
| Partite totali             | 6  |
| Partite totali da titolare | 1  |
| Tackle totali              | 22 |
| Intercetti fatti           | 0  |
| Fumble forzati             | 0  |
| Fumble recuperati          | 0  |